# Nutztier

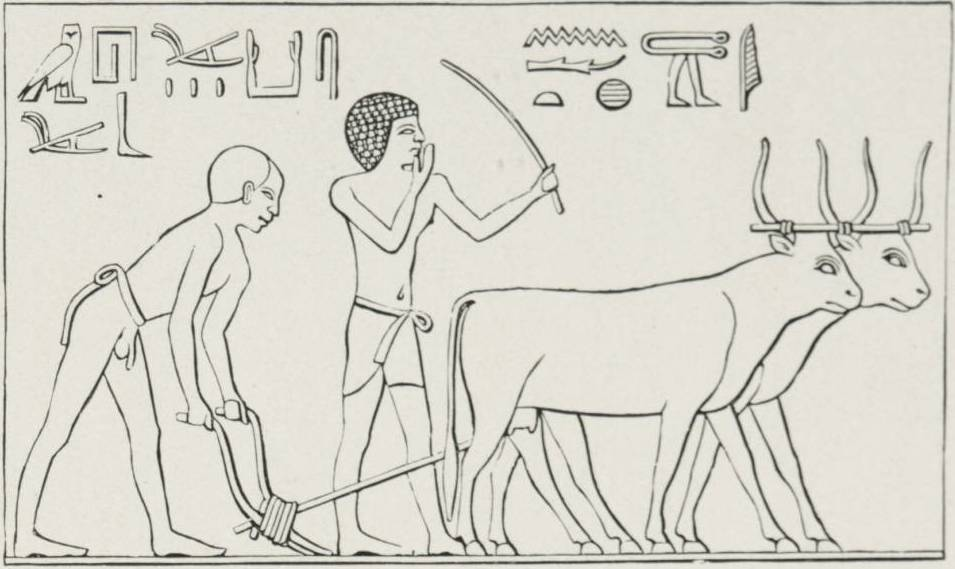
Pflügen mit Hilfe von Rindern (Altes Ägypten)

Ein Nutztier ist ein Tier, das vom Menschen wirtschaftlich genutzt wird. Landwirtschaftliche Nutztiere werden auch Vieh genannt. Viele Nutztiere wurden als Rasse speziell gezüchtet, zumeist leben sie in Tierhaltung durch den Menschen. Die Lehre von den Nutztieren ist die Nutztierkunde.

## Arten der Nutzung

### Zum Verzehr
Nutztiere zur Erzeugung von Nahrungsmitteln werden entweder gezielt vom Menschen gezüchtet oder gehalten, leben halbwild als Weidetier oder als Wildtier. Im Idealfall wird dabei eine möglichst artgerechten Tierhaltung angestrebt, die mit einer möglichst geringen Umweltbelastung einhergeht.

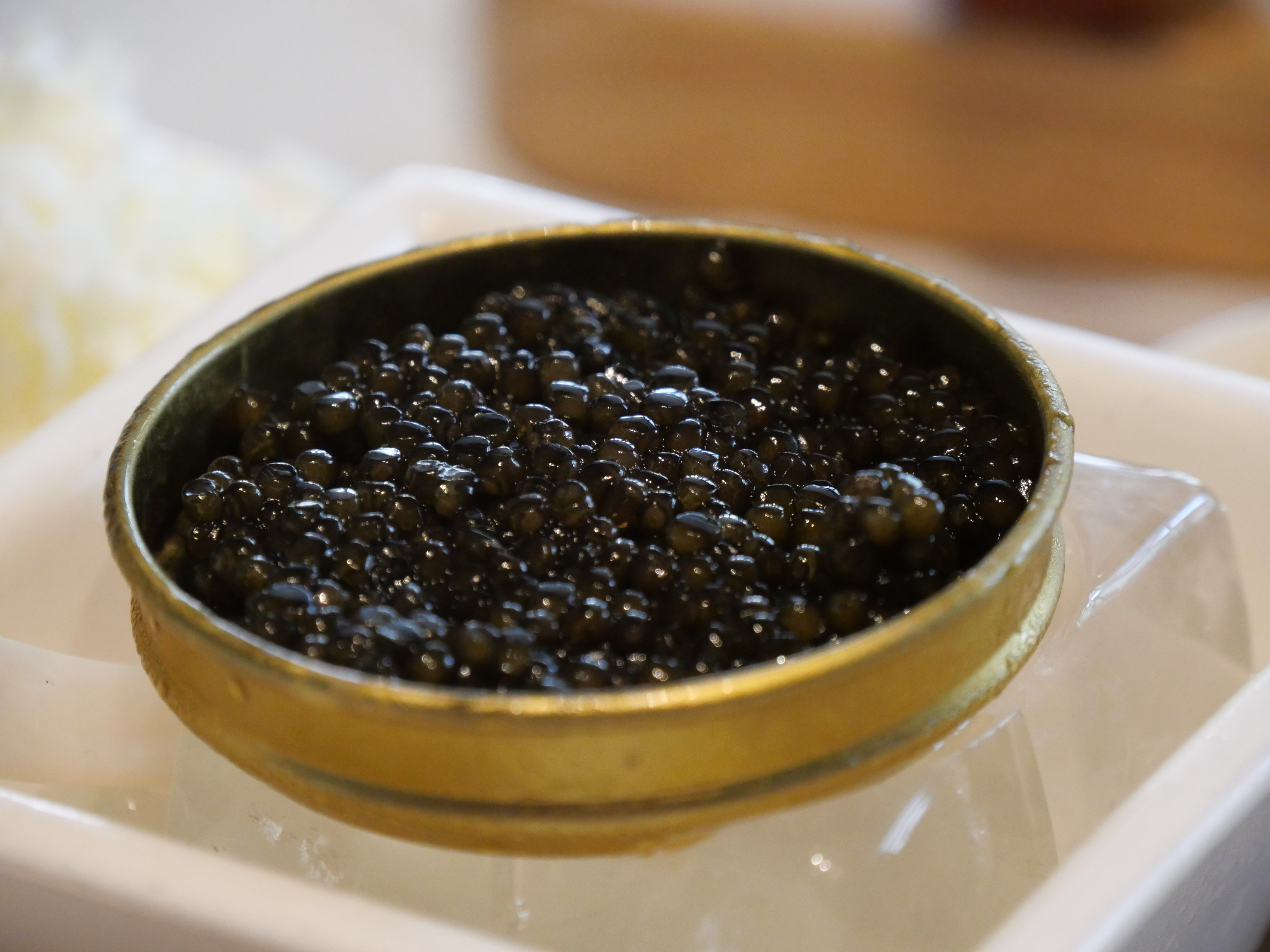
Wegen ihres Kaviars ist der Großteil der Störe mittlerweile von der Ausrottung bedroht

- Fleisch (von Wirbeltieren); sämtliche Schlachttiere, sowie Wildbret, Geflügel und „Bushmeat“
- Fische, Muscheln, Krebse und Algen (Wildfang oder Aquakultur)
- Landlebende Weichtiere; insbesondere Weinbergschnecken (siehe auch Schneckenzucht)
- Speiseinsekten, z. B.: Mehlwürmer, Hausgrille
- Milch, z. B. von Hausrind und Hausziege
- Eier, z. B. Hühnerei, Entenei, Wachtelei aber auch Fischrogen, insbesondere vom Stör (siehe hierzu: Kaviar)
- Honig; Honigbienen, aber auch Honigtopfameisen

Darüber hinaus gibt es sogenannte Futtertiere, die zwar nicht für den menschlichen Verzehr vorgesehen sind, aber als Futtermittel an Tiere verfüttert werden, die vom Menschen gehalten werden. Insbesondere Kleinsäuger, wie Mäuse, aber auch Futterinsekten dienen als Proteinquelle für Haustiere, Zootiere, Versuchstiere und Assistenztiere. Einige Insekten oder Weichtiere werden darüber hinaus beim Angeln als Köder genutzt.

### Zur Erzeugung von Nebenprodukten
Als tierische Nebenprodukte werden alle vom Tier stammenden Reststoffe bezeichnet, die nicht für den menschlichen Verzehr geeignet sind. Wo eine direkte Weiterverarbeitung nicht möglich ist, können beispielsweise Schlachtabfälle auch in Biogas umgewandelt werden, sowie zur Herstellung von organischen Düngern oder zur Bodenverbesserung.
Auch Materialien, die von lebenden Tieren stammen können, wie Blut, Wolle, Federn, Haare und Rohmilch zählen zu den tierischen Nebenprodukten.
- Pelze; sämtliche Pelztiere
- Wolle (z. B.: Hausschafe)
- Leder (z. B.: Reptilien)
- Seide; Seidenspinner
- Fette (z. B.: Hausschweine)
- Knochen (z. B.: Hausrinder)
- Elfenbein (z. B.: Elefanten)

### Als Arbeiter, Helfer und Diensttier
- als Zugtier und Tragtier sowie zum Reiten (z. B.: Hauspferde, Hausesel und Kamele)
- bei Behinderungen (z. B.: Blindenhunde, Diabetikerwarnhunde, Signalhunde)
- bei der Polizei (z. B.: Spürhunde)
- zur Überwachung (z. B.: Wachhunde)
- bei der Jagd (z. B.: Jagdhunde)
- für Tierversuche (Versuchstiere)
- für Flugpost (Brieftaube)
- als Erntehelfer (z. B. Makaken zur Kokospalmenernte)

### Als Attraktion, sowie im Hobby- und Freizeitbereich

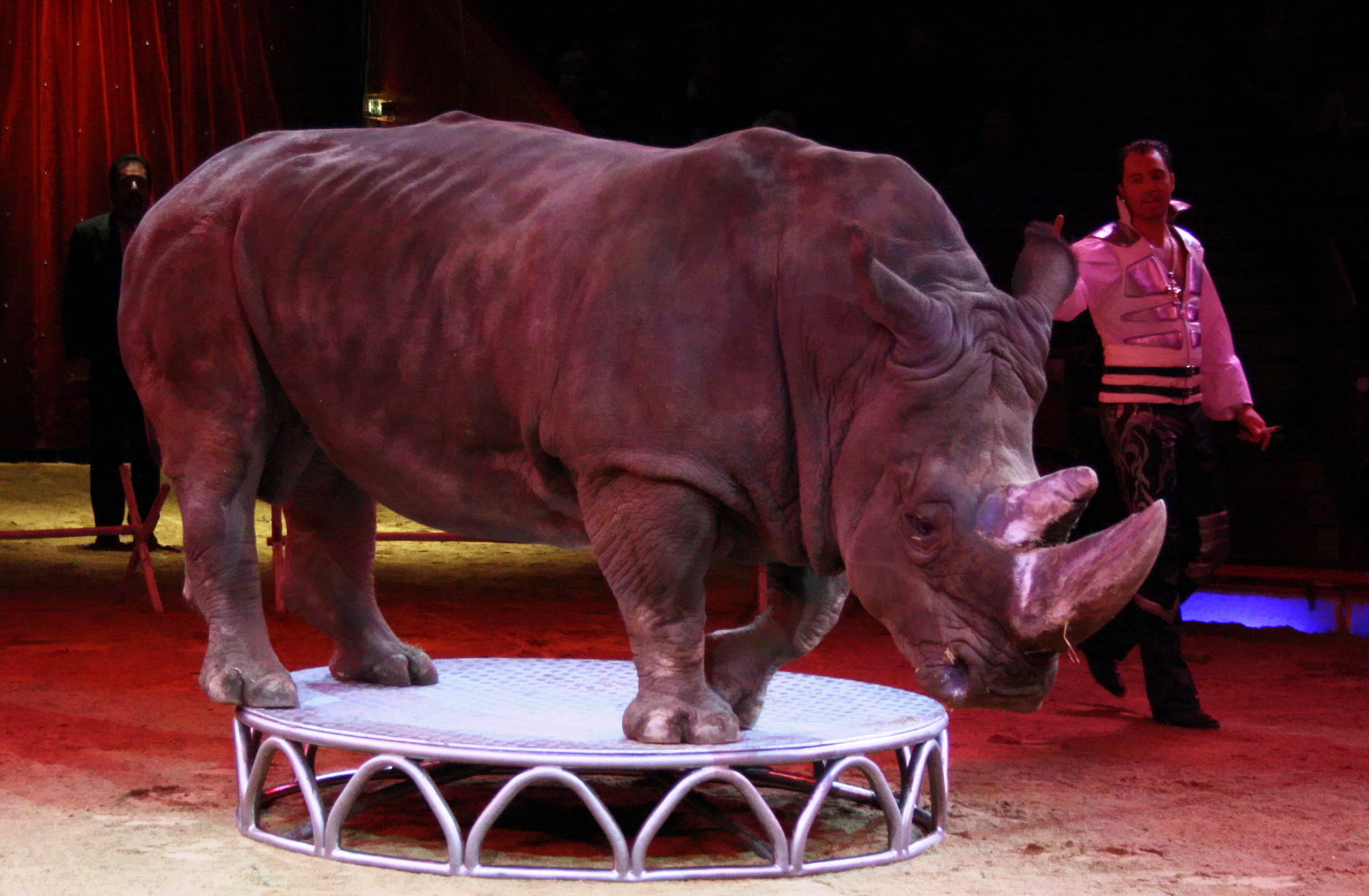
Der Nashorn Tsavo war noch bis 2019 eine Attraktion beim Circus Krone

- in Zoos (z. B.: Großkatzen und Bären)
- im Zirkus (z. B.: dressierte Tanzbären)
- im Delfinarium und Aquarien
- bei Zuchttierschauen (wie Hundeausstellungen, Katzenausstellungen, Zuchtpferdeschau etc.)
- für Tierkämpfe (Stierkämpfe, Hahnenkämpfe, Kamelringen)
- als Tierdarsteller in Filmen, Werbespots sowie im Internet
- im Hundesport

## UnterscheidungNutztier–Haustier–Heimtier
Nutztier ist ein Überbegriff, der Wildtiere und Haustiere und einige Übergangsformen umfasst. Viele Wildtiere und einige Übergangsformen werden vom Menschen wirtschaftlich genutzt. Viele Haustiere sind typische Nutztiere, siehe die Liste domestizierter Tiere. Insgesamt finden sich unter den Nutztieren:
- Wildtiere, z. B. Speisefische aus Wildfang, jagdbares Wild, Wurmkur bei Colitis ulcerosa.
- Übergangsformen; dazu zählen
  - gezähmte Wildtiere (Wildfänge), sind genetisch Wildformen, ihr Verhalten wird aber bei der Zähmung an die Bedürfnisse des Menschen angepasst, z. B. Arbeitselefanten.
  - gezüchtete Wildtiere, die durch Züchtung eine gewisse genetische Isolierung von Wildpopulationen oder Haustierpopulationen erfahren; auch ihre Haltung wird an die Bedürfnisse des Menschen angepasst, z. B. die Honigbiene in der Imkerei, Fliegen für die Madentherapie, Erhaltungszucht von Pandabär und Przewalski-Pferd in Zoos.
- Haustiere, die durch Domestikation und Züchtung aus Wildformen hervorgegangen sind.
- Heimtiere, das sind Tiere, die vom Menschen in engem Kontakt gehalten werden, z. B. in der Wohnung.

Bei Heimtieren steht die Freude am Zusammenleben im Vordergrund, eventuell auch ein privater „Nutzen“ wie zum Beispiel die Anregung zu Spaziergängen und sozialen Kontakten, die mit der Haltung eines Hundes verbunden ist. Heimtiere werden von Fängern, Jägern, Züchtern, Händlern wirtschaftlich genutzt. Auch für Tierärzte, Tierheilpraktiker, Tierfriedhöfe und Tierheime generieren sie wirtschaftliches Einkommen. Unter den Heimtieren sind sowohl Haustiere (domestizierte Tiere) vertreten als auch Wildtiere, ebenso Übergangsformen. Die beliebtesten Heimtiere – Hauskatzen und Haushunde – sind domestiziert.
Die Zuordnung ist nicht immer eindeutig möglich. Honigbienen werden durch Menschen seit Jahrtausenden nahe ihrer Siedlungen zur Gewinnung von Wachs und Honig gehalten und durch Imkerei auf der ganzen Welt verbreitet; teilweise als Neobionten, z. B. die Honigbienen in Nordamerika. Erst in moderner Zeit, seit etwa 150 Jahren, werden sie auch zunehmend systematisch selektiert und gezüchtet. Es entstehen genetisch verarmte Zuchtpopulationen, die nur mit sehr großem Aufwand eine weitestgehende aber nicht vollständige genetische Isolierung von Wildpopulationen erfahren. Sie sind weder gezähmt noch domestiziert, was sich in ihrer abweichenden rechtlichen Stellung, weder Haustier noch Wildtier, widerspiegelt. Daneben gibt es weiterhin wild lebende Honigbienenpopulationen in Europa und dem Rest der Welt, die aufgrund der spezifischen Fortpflanzung der Honigbienen mit den Honigbienen in imkerlicher Nutztierhaltung in genetischem Austausch bleiben, weil die wenigsten Imker Bienenzucht betreiben.
Haushunde können Heimtiere, aber auch Gebrauchshunde sein. Hunde sind unverzichtbare Helfer einerseits für bestimmte Berufsgruppen, andererseits auch im privaten Bereich für viele Blinde und Gehörlose (siehe Blindenführhund, Signalhund). In manchen Ländern wird darüber hinaus auch Hundefleisch gegessen. Ohne menschliche Haltung entstehen verwilderte Hundepopulationen, wie die Dingos. Der Beruf des Hundefängers entstand, um die Plage der Straßenhunde oder streunende Hunde zu bekämpfen und die Gefahren ausgehend von verwilderten Hundemeuten in Süd- und Osteuropa, Teilen Asiens, Afrikas und Lateinamerikas zu mindern.
Das Begriffsverständnis kann auch nach Erklärungszusammenhang unterschiedlich sein. So versteht das deutsche Lebensmittel- und Futtermittelgesetzbuch (LFGB) für seine Zwecke unter Nutztieren Tiere von Arten, die nicht zum Liefern, sondern zur Gewinnung von Produkten, insbesondere Lebensmitteln gehalten werden, sowie Pferde. Bei der Regelung tierschutzgerechter Nutztierhaltung fallen darunter landwirtschaftliche Nutztiere und sonstige warmblütige Wirbeltiere zur Erzeugung von Nahrungsmitteln, Häuten, Fellen oder Wolle und zu sonstigen landwirtschaftlichen oder züchterischen Zwecken.

## Nutztierhaltung durch Tiere
Auch Tiere können andere Tiere als eine Art Nutztier halten (Trophobiose). Als Beispiel sei die Ameisen-Art Lasius austriacus angeführt, welche Wollläuse der Art Eurypersia europaea in ihren Bauten züchtet. Die Wollläuse saugen am Pflanzensaft von Wurzeln und geben Honigtau ab, welcher den Ameisen als Nahrung dient. Dies ermöglicht es den Ameisen, die meiste Zeit im Nest zu verbringen, ohne dieses zur Nahrungssuche verlassen zu müssen.